# Umicore
Umicore N.V. (anteriormente Union Minière) es una empresa multinacional de tecnología de materiales con sede en Bruselas, Bélgica. Formada en 1989 por la fusión de cuatro compañías de la industria minera y de la fundición, desde entonces Umicore ha renfocado su negocio en una empresa centrada en la tecnología de materiales, incluyendo áreas como el refino y el reciclaje de metales preciosos y la manufacturación de productos especializados de materiales como los metales preciosos, cobalto, germanio, zinc, y otros. La compañía ha sido un componente del índice de referencia belga BEL20 desde su creación en 1991.
Para simbolizar esta tendencia de desplazarse del sector minero a la producción de metales básicos y materiales manufacturados, el grupo Union Minière cambió su nombre a Umicore en 2001.

## Historia

### Orígenes coloniales

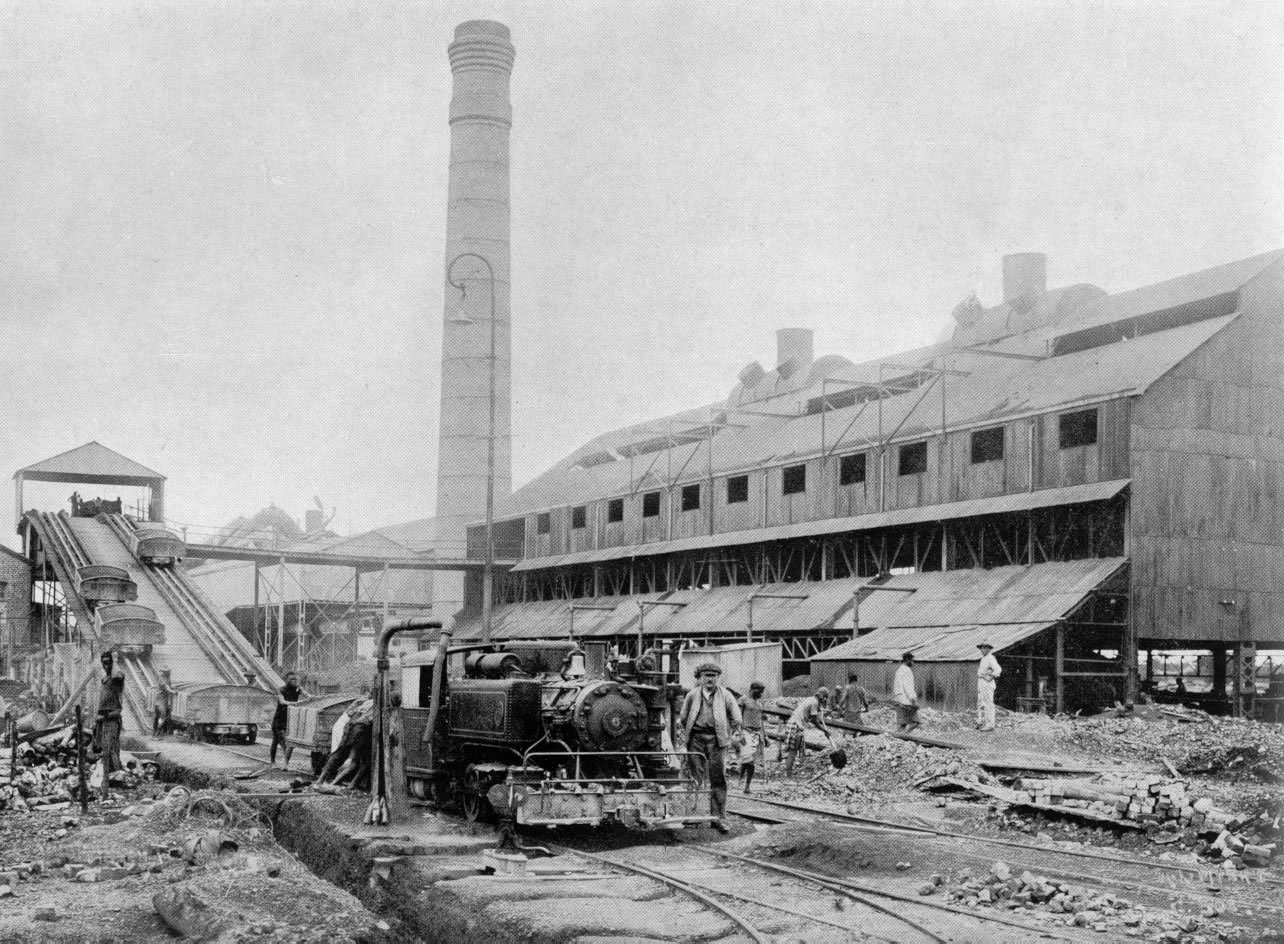
Factoría operada por Union Minière du Haut Katanga en Lubumbashi, 1917.

El hilo conductor de gran parte de la historia de Umicore el la de la Union Minière du Haut Katanga (UMHK), una compañía constituida en 1906 para explotar las vastas reservas naturales del Estado Libre del Congo, después Congo Belga y ahora República Democrática del Congo. Inicialmente la UMHK se concentró en la explotación de los extensos depósitos de cobre del estado, antes de diversificarse al cobalto, estaño, uranio (en los que en un punto alcanzó un casi-monopolio en el suministro global) y otros metales preciosos. La compañía también construyó fundiciones y otras instalaciones industriales, finalmente creciendo hasta una extensión que representaba en torno a la mitad de todos los ingresos del gobierno congoleño. A principios de enero de 1967, UMHK fue nacionalizada por el régimen del presidente Mobutu Sese Seko, y más de $800 millones de los activos de la compañía fueron adquiridos por el estado.

### Después de Katanga
La firma de repente se encontró sin la mayoría de su vasto negocio (a pesar de recibir posteriormente compensación financiera por los activos físicos confiscados por el régimen de Mobutu) pero consiguió sobrevivir: la plena propiedad pasó al conglomerado Société Générale de Belgique, donde fue agrupado con otros sus otros intereses en minería y metales. Como reflejo de su obligada salida de la provincia de Katanga, fue adoptado el nuevo nombre simplificado de Union Minière. Con una orientación más europea, Union Minère empezó a crecer su negocio otra vez en los años 1980, inicialmente principalmente orgánicamente. En 1989 sin embargo, Société Générale anunció planes de fusionar Unión Minière con otras tres compañías de metales belgas en las que mantendría una significante participación: el productor de zinc Vieille Montagne (con una historia que se remonta a 1805); Metallurgie Hoboken-Overpelt, que trataba un amplio abanico de metales, incluidos el cobre, cobalto y plomo; y Mechim, una firma de ingeniería. La nueva empresa, mucho más grande, fue inicialmente renombrada Acec-Union Minière (aunque el prefijo fue eliminado en 1992) y posteriormente se dedicó a la racionalización de su estructura organizativa, pero la crisis económica de principios y mediados de los años 1990 golpeó los beneficios lo que obligó a la dirección de la compañía a implementar un mayor programa de restructuración en 1995. El plan a tres años, implementado bajo la vigilancia del recién elegido CEO Karel Vinck, supuso la pérdida de alrededor del 25% de la fuerza de trabajo de Union Minière y de la venta de un número de activos no principales, incluidos las operaciones de alambre de zinc, la empresa de comercialización minorista francesa de materiales para tejados Asturienne y gran parte de la exposición de la compañía a los productos del sector de los diamantes (incluyendo Diamant Boart).

## Operaciones
Umicore ahora se centra exclusivamente en el reciclaje de metales no férreos y la manufacturación de productos especializados metálicos y no metálicos. La minería, originalmente el elemento vital de la compañía, ahora no forma parte directa del negocio: una participación minoritaria en el productor de zinc Padaeng Industry, que opera una mina en el norte de Tailandia, fue la última presencia de Umicore en el sector y fue vendida en abril de 2008. Las operaciones de Umicore en la extracción y refino del cobre fueron desinvertidas en 2005, siguiendo las operaciones de refino de zinc en 2007; estas ahora forman parte de Aurubis y Nyrstar respectivamente.
La compañía divide en la actualidad sus operaciones en cuatro divisiones distintas: Energía, Reciclaje, Catálisis y materiales especializados.

### Divisiones de negocio

#### Energía
La división de energía manufactura un rango de metales especializados y productos metaloides para uso industrial, incluyendo pulvimetalurgia para herramientas de diamantes y metales duros, así como óxidos y sales de cobalto, litio,  níquel para uso en baterías, vidrios y cerámica. Esta división también produce y comercializa productos de germanio, tanto para componentes en dopaje de fibras ópticas como para obleas semiconductoras. Esta unidad tiene us sede en la planta de la compañía en Olen cerca de Amberes.

#### Reciclaje

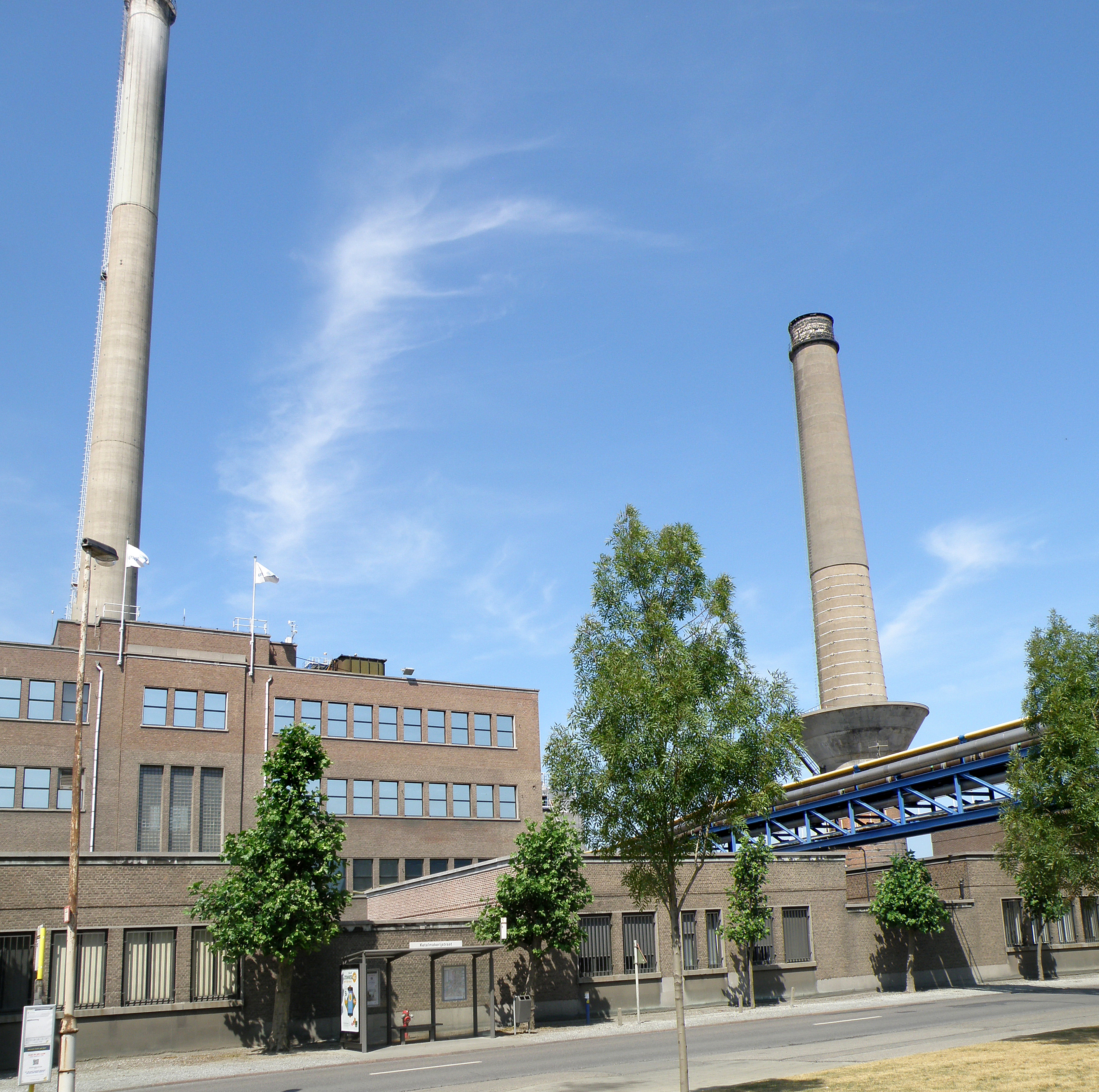
Fábrica de metales preciosos de Umicore en Hoboken, Amberes (Bélgica).

El segmento del negocio de reciclaje cubre cuatro actividades principales: su negocio principal es el reciclaje y refino de varios metales preciosos y otros metales no férreos, así como algunos no metálicos como el selenio. Umicore es el mayor reciclador mundial de metales preciosos. La mayoría de materiales reciclados del proceso de refino son subproductos de la producción de metales no férreos. Otras fuentes de materiales incluyen escorias metalúrgicas, catalizadores industriales y de automóviles y chatarra de equipos electrónicos. La producción tiene su sede en la fábrica de metales preciosos de Umicore en Hoboken cerca de Amberes, con otras plantas en Alemania y Estados Unidos.
El reciclado de baterías es la segunda unidad de negocio, centrada en el reciclaje de baterías recargables de portátiles, teléfonos móviles y vehículos eléctricos híbridos. La industria de metales y joyería producen también chatarra para ser reciclada.
El segmento de Reciclaje también comprende una unidad de gestión, que vende metales preciosos en forma de lingotes a clientes industriales y ofrece acceso a instrumentos financieros para fondos de inversión. Esta unidad tiene su seden en Hanau, Alemania.

#### Catálisis
El tercer segmento de negocio de Umicore, el mayor en términos de ingresos, está compuesto de dos subdivisiones, catalizadores para automóviles y química de metales preciosos. En catalizadores, un campo en el que la compañía había iniciado investigación en 1968, la compañía es la tercera mundial en cuanto porcentaje de mercado después de BASF Catalysts (anteriormente Engelhard) y Johnson Matthey. Umicore aumentó su presencia en el sector con la adquisición en junio de 2007 de la división de catalizadores del fabricante norteamericano de componentes para automóviles Delphi por $55,6 millones.

#### Materiales especializados
Esta división produce productos especializados, especialmente de metales preciosos y zinc. Está organizada en cinco unidades: productos de construcción (en base al material de zinc); electroplating (organizado en la compañía filial Allgemeine Gold- und Silberscheideanstalt AG); materiales ingenieriles de platino; materiales técnicos (incluyendo aleaciones para soldaduras, materiales para sellados herméticos, o contactos metálicos para la ingeniería eléctrica); y química del zinc (óxidos de zinc para protección contra la corrosión y radiación ultravioleta).
También comprende el 40% de las acciones en Element Six Abrasives - una sociedad conjunta (joint venture) con De Beers.

## Información financiera

Gráfico de los ingresos de Umicore en 2010 por división.

| Año  | Ingresos (€ millones) | Beneficios antes de impuestos e intereses (€m) | Beneficio neto (€m) | Beneficio por acción (€) |
| ---- | --------------------- | ---------------------------------------------- | ------------------- | ------------------------ |
| 2010 | 2.000                 | 324,0                                          | 248,7               | 2,20                     |
| 2009 | 1.723                 | 141,2                                          | 73,8                | 0,66                     |
| 2008 | 2.124                 | 247,7                                          | 222,5               | 1,06                     |
| 2007 | 1.910                 | 334,4                                          | 225,7               | 1,78                     |
| 2006 | 1.685                 | 313,6                                          | 218,3               | 1,70                     |
| 2005 | 1.725                 | 183,7                                          | 151,5               | 1,19                     |
| 2004 | 1.693                 | 269,5                                          | 174,3               | 1,36                     |
| 2003 | 1.358                 | 106,5                                          | 89,6                | 0,79                     |

### Estructura accionarial
A 9 de febrero de 2011, cinco instituciones habían declarado poseer el 3% o más de Umicore: la propia compañía en autocartera (6,19%), Fidelity International (6,75%), BlackRock (8,33%), Ameriprise Financial (3,00%) y Fidelity Management and Research (3,22%). El 100% de la compañía es de capital público (capital flotante).

## Patrocinio

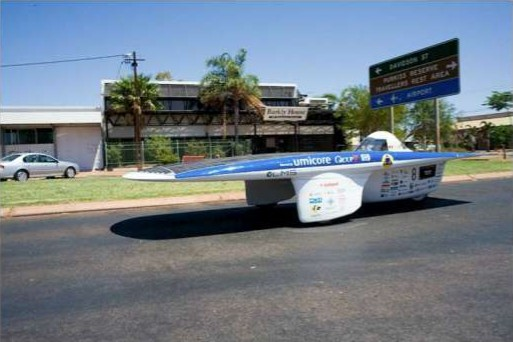
El vehículo Umicar Infinity, patrocinado por Umicore, participando en el World Solar Challenge de 2007.

La compañía es el patrocinador principal del Umicore Solar Team, el equipo con base en Lovaina participante en las ediciones de 2005, 2007 y 2009 de la World Solar Challenge, una carrera de vehículos impulsados por energía solar fotovoltaica a través del Outback australiano. Las obleas de germanio de las células solares fueron proporcionadas por Umicore. El equipo finalizó en segundo lugar en 2007.

### Otras lecturas
- Brion, René; Moreau, Jean-Louis (2006). De la mine à Mars: la genèse d'Umicore. Tielt: Lannoo. ISBN 90-209-6656-1.